# Van Alsteinpolder
De Van Alsteinpolder is een polder ten oosten van Graauw. Ongeveer 1 km van de polderdijk is zeewerend.
De polder ontstond in 1852 door bedijking van een deel van de Graauwse schorren. Ze heeft een oppervlakte van 434 ha en is vernoemd naar een van de bedijkers.
Vlak bij de noordpunt van de polder ligt de buurtschap Paal.
Burghpolder · Clinge- en Kieldrechtpolders · Clingepolder · Dullaertpolder · Eekenissepolder · Graauwsche Polders · Havenpolder · Hertogin Hedwigepolder · Hoof- en Molenpolder · Hooglandpolder · Kieldrechtpolders · Kievitpolder · Kleine Molenpolder · Koningin Emmapolder · Langendampolder · Louisapolder · Mariapolder (Hulst) · Melopolder · Mispadpolder · Molenpolder (Hulst) · Nijspolder · Noordhofpolder · Oude Graauwpolder · Oudelandpolder · Polders tussen Lamswaarde en Hulst · Polders van Hontenisse en Ossenisse · Saaftingepolders · Saeftingepolder · Ser-Pauluspolder · Stoofpolder · Van Alsteinpolder · Vitshoek · Willem-Hendrikspolder · Zandpolder · Zoutepolder